# Chō gekijōban Keroro gunsō 3: Keroro tai Keroro - Tenkū dai kessen de arimasu!
Chō gekijōban Keroro gunsō 3: Keroro tai Keroro - Tenkū dai kessen de arimasu! (劇場版ケロロ軍曹3 ケロロ対ケロロ大決戦であります!? lett. "Il sergente Keroro, super versione cinematografica 3: Keroro contro Keroro - La grande battaglia decisiva nei cieli, signorsì!") è un film del 2008 diretto da Susumu Yamaguchi. È il terzo film della serie Keroro creato da Mine Yoshizaki.

## Trama
Dopo un'incredibile e rocambolesca fuga da Machu Pichu, troveranno tornati a casa, uno strano keroniano e il suo plotone; del tutto uguale a Keroro, ma con intenzioni decisamente meno pacifiche del sergente e capace in pochi secondi di sconfiggere il plotone del sergente e di bloccare e sottomettere la Terra.
Gli unici che sembrano immuni sono il plotone di Keroro, Saburo e Fuyuki ma apparentemente senza una precisa ragione. Il mistero della vicenda sembra essere legato alla misteriosa ragazza intravista a Machu Pichu. Così spetta a Keroro e gli altri ribaltare la situazione.